# Alejandro Morera Soto
Alejandro Morera Soto (Alajuela, 14 de julio de 1909 - 26 de marzo de 1995) fue un futbolista y político costarricense, que jugó como delantero la mayoría de su carrera para Liga Deportiva Alajuelense de la Primera División de Costa Rica. Fue un delantero rápido, de buenos reflejos y con una intuición de la jugada, siempre oportuna, que le permitía anticiparse a la acción de los recios defensas de aquella época.
«El fenómeno costarricense» fue el apodo que le dieron los periódicos en Cataluña, España, cuando formó parte del Football Club Barcelona que obtuvo el campeonato de Cataluña de 1934. También fue conocido en Costa Rica como «el mago del balón». Era de baja estatura, 1,65 m., con pequeño pero poderoso pie de talla 35.
Ingresó en 1969 a la Galería Costarricense del Deporte. Elegido en 1998 futbolista costarricense del siglo, según la Federación Internacional de Historia y Estadísticas de Fútbol, con sede en Wiesbaden, Alemania. En mayo de 2021, nuevamente fue reconocido por la IFFHS como mejor jugador del siglo XX en Costa Rica.

## Trayectoria
Con solo 16 años de edad, en 1925 hace su debut con Liga Deportiva Alajuelense en la Primera División en un juego contra Sociedad Gimnástica Española y pronto se convertiría en el capitán y en la estrella del equipo, mostrando un juego extraordinario y marcando muchos goles. Esas cualidades lo llevaron fuera del país, directamente a Cuba al Centro Gallego en 1927. Regresó a LD Alajuelense y contribuyó a que obtuvierán su primer campeonato en 1928, marcando 4 goles en el último partido contra C.S. Herediano y siendo también el máximo goleador (26 goles) a lo largo de la temporada, fue una pieza indiscutible durante la gira de la L.D. Alajuelense por México (1931) y Perú (1932), donde recibió señalamientos por sus actuaciones.
Si bien el debut de Morera Soto en un juego de campeonato local se da un 8 de noviembre de 1925 en el Estadio Nacional frente a Gimnástica Española, sus primeros juegos internacionales son en 1926 frente a Association F.C. de Perú y un combinado de Colombia, clubes que visitan en ese entonces a nuestro país.

### F. C. Barcelona
En febrero de 1933 fue recomendado por el exjugador del Real Club Deportivo Espanyol de Barcelona Ricardo Saprissa Aymá con quien tenía buena amistad a efectuar una prueba con el equipo. Ha corrido la historia de que Morera fue observado por dos cazatalentos del F. C. Barcelona y que recibió una ficha por 200 mil pesetas. Sin embargo, esto no es así, y la realidad es menos prosaica. Según informes del centro de documentación del F. C. Barcelona y el periódico barcelonés El Mundo Deportivo (edición 29/2/1968, página 8) Morera había entablado amistad durante la travesía con un directivo del F. C. Barcelona, el sr. Gispert, quien había embarcado en Cuba de regreso a Barcelona; este señor le habló maravillas del club y le dio una recomendación para efectuar una prueba con el equipo si «encontraba al ambiente complicado» con los españolistas. Sucedió que nadie de la directiva españolista fue a recibirlo así que el recién llegado y sin demora se dirigió al campo del F. C. Barcelona y logró contactar al entrenador para una prueba que obviamente fue satisfactoria.

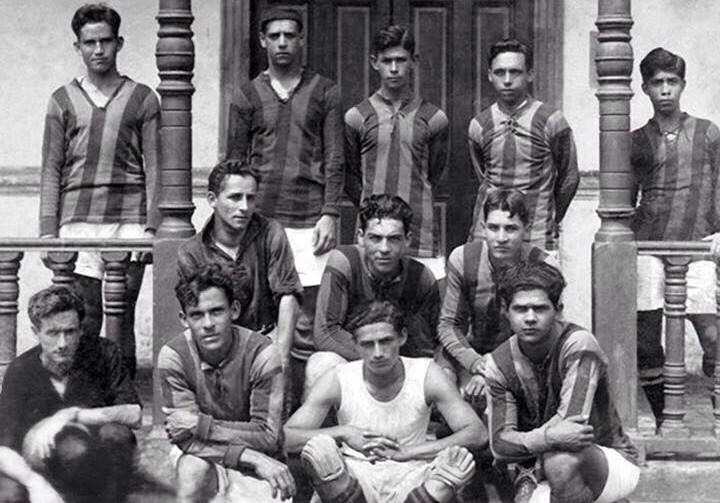
Morera campeón con Alajuelense en 1928, primera fila, centro.

Y así fue como seguidamente negoció con su presidente, don Joan Coma Segarrols, un acuerdo para ingresar al club con un contrato por tres temporadas. Con las siguientes condiciones económicas, según datos suministrados por Manel Tomàs Belenguer, del centro de documentación y estudios del F. C. Barcelona:

Un sueldo mensual de 500 pesetas y un anticipo de 6.000 pesetas abonadas en aquel momento y otras 4.000 en la temporada 1934/35 si aún continuaba en el club, como así fue.
Manel Tomàs Belenguer

De esta manera Morera sin dar explicaciones no asiste a la cita ya pactada con directivos españolistas, abandonó el hospedaje brindado por el club en la sede de su chalet en el barrio de Sarriá.
Hace su debut con el Football Club Barcelona el 30 de abril de 1933 enfrentó al Tenerife en partido amistoso en el estadio de Les Corts, en él gana 4 - 2 pero aún no anota. Su primera anotación fue el 5 de mayo en otro amistoso en el cual perdieron por un resultado de 2-4 frente al Athletic de Bilbao. Su anotación más recordada fue un gol marcado contra el Real Madrid, batiendo al entonces uno de los mejores considerados portero de la época, Ricardo Zamora apodado «el divino». No obstante, el F. C. Barcelona acabaría perdiendo el partido por marcador de 2 a 1.
Para cuando llegó el final de su actuación con el club barcelonista, el club había obtenido un título de campeón de Cataluña en la temporada 1934, y en contraposición solamente un pobre noveno lugar en el campeonato de liga 1933-34; sin embargo, en dicha temporada Morera fue el máximo anotador de su club. El F. C. Barcelona logró ocupar el sexto lugar en la siguiente temporada 1934-35.
En total anotó 68 goles desglosados así: 39 goles en partidos amistosos, 13 en La Liga, 11 en el Campeonato de Cataluña y 5 en la Copa de España, siendo con esto uno de los mejores 40 máximos goleadores históricos del F.C Barcelona.
Fue un delantero de potencia, quien jugó a un gran nivel en la temporada de 1933-34, asimismo informó a La Nación, Manuel Tomàs Belenguer, encargado del Centro de Documentación y Estudios del F. C. Barcelona.

Por lo que respecta a lo que pagó el Hércules de Alicante por Morera, en el periódico deportivo barcelonés El Mundo Deportivo del 12 de julio de 1935 se informó que el Hércules había pagado 10.000 pesetas al FC Barcelona por Morera. Esta cifra venía confirmada por dos directivos del club alicantino.
Manuel Tomàs Belenguer

En declaraciones dadas en 1973 por Morera al periódico El Mundo Deportivo, (21/12/1973, página 13) su mejor recuerdo de la época fue el partido que jugara formando parte de la selección catalana contra la selección de Brasil durante una visita de los sudamericanos a Barcelona. Allí Morera anotó el gol del triunfo catalán 2 goles a 1. Pocos días después el F. C. Barcelona se enfrentó de nuevo a los brasileños, quienes tras el primer tiempo ganaban por marcador de 4 a 0. En el segundo tiempo los catalanes remontaron la diferencia empatando finalmente el partido a 4 tantos con Morera anotando 2 de los goles.

### Hércules
En su primera temporada con el Hércules de Alicante el equipo logró ocupar la sexta posición del campeonato de liga con el mismo número de puntos que el F. C. Barcelona, quien obtuvo el quinto lugar por mejor promedio de goles. En esa temporada Morera anotó 9 goles.
En julio de 1936 estalló la guerra civil en España estando Morera de visita en Hungría con dos de sus compañeros de equipo, el húngaro Emil Berkessy y Mario Cabanes. Este trío de jugadores y amigos era conocido en el fútbol de la época como Los Tres Mosqueteros Azulgrana.

### Le Havre AC
Debido a que la guerra había empezado a asolar España prefirió no regresar de manera que no le fue posible retirar sus ahorros del banco. Decidió esconder el dinero que le quedaba en un cofre, luego para su mala fortuna este cofre se extravió. Dada la necesidad apremiante de regresar y carente de dinero, tuvo que jugar dos partidos con el equipo francés Le Havre AC y de esta manera obtener el dinero necesario para retornar.

### Liga Deportiva Alajuelense
Llegó a Costa Rica el 2 de noviembre de 1936 continuando su carrera, de nuevo, con Liga Deportiva Alajuelense. Posteriormente con Liga Deportiva Alajuelense ganaría otro campeonato en 1939 marcando tres goles en la final contra Club Sport Herediano. Obtuvo de nuevo el título en 1941 (estableciendo un récord al lograr campeonizar invictos) y luego en 1945, ambos como jugador y como director técnico.
Su último partido como jugador fue el 6 de abril de 1947 vistiendo los colores de la Liga Deportiva Alajuelense contra el Municipal Lima. Continuó como entrenador hasta fecha 7 de marzo de 1949.
Luego de su retiro fue elegido diputado a la Asamblea Legislativa por Alajuela (1958-1962) y también fue gobernador y presidente Municipal de Alajuela.

## Clubes
| Club                     | País       | Año         |
| ------------------------ | ---------- | ----------- |
| L.D Alajuelense          | Costa Rica | 1925-1927   |
| DC Gallego               | Cuba       | 1927-1928   |
| L.D Alajuelense          | Costa Rica | 1928-1933   |
| R.C.D Espanyol           | España     | 1933        |
| F.C Barcelona            | España     | 1933-1935   |
| Hércules de Alicante C.F | España     | 1935 - 1936 |
| Le Havre A.C             | Francia    | 1936        |
| L.D Alajuelense          | Costa Rica | 1936-1947   |

## Palmarés

### Como jugador

#### Campeonatos nacionales
| Título                         | Equipo            | País       | Año     |
| ------------------------------ | ----------------- | ---------- | ------- |
| Primera División de Costa Rica | L. D. Alajuelense | Costa Rica | 1928    |
| Torneo de Copa de Costa Rica   | L. D. Alajuelense | Costa Rica | 1928    |
| Copa Armada                    | DC Gallego        | Cuba       | 1928    |
| Torneo de Copa de Costa Rica   | L.D Alajuelense   | Costa Rica | 1937    |
| Primera División de Costa Rica | L.D Alajuelense   | Costa Rica | 1939    |
| Torneo de Copa de Costa Rica   | L.D Alajuelense   | Costa Rica | 1944    |
| Primera División de Costa Rica | L.D Alajuelense   | Costa Rica | 1945    |
| Campeonato de Cataluña         | F.C Barcelona     | España     | 1934-35 |

#### Campeonatos internacionales
| Título                               | Equipo     | Sede   | Año  |
| ------------------------------------ | ---------- | ------ | ---- |
| Juegos Centroamericanos y del Caribe | Costa Rica | Panamá | 1938 |

### Como entrenador

#### Campeonatos nacionales
| Título                         | Equipo          | País       | Año  |
| ------------------------------ | --------------- | ---------- | ---- |
| Torneo de Copa de Costa Rica   | L.D Alajuelense | Costa Rica | 1937 |
| Primera División de Costa Rica | L.D Alajuelense | Costa Rica | 1939 |
| Torneo de Copa de Costa Rica   | L.D Alajuelense | Costa Rica | 1941 |
| Primera División de Costa Rica | L.D Alajuelense | Costa Rica | 1941 |
| Torneo de Copa de Costa Rica   | L.D Alajuelense | Costa Rica | 1944 |
| Primera División de Costa Rica | L.D Alajuelense | Costa Rica | 1945 |

#### Campeonatos internacionales
| Título    | Equipo     | Sede       | Año  |
| --------- | ---------- | ---------- | ---- |
| Copa CCCF | Costa Rica | Costa Rica | 1941 |

### Distinciones individuales
| Distinción                                            | Año  |
| ----------------------------------------------------- | ---- |
| Goleador de Copa                                      | 1926 |
| Goleador de Copa                                      | 1937 |
| Goleador de Copa                                      | 1944 |
| Goleador de Primera División                          | 1927 |
| Goleador de la Primera División                       | 1928 |
| Goleador de Primera División                          | 1930 |
| Goleador de Primera División                          | 1939 |
| Miembro de la Galería Costarricense del Deporte       | 1969 |
| Mejor futbolista costarricense del siglo, según IFFHS | 1998 |
| Mejor jugador costarricense del siglo, según IFFHS    | 2021 |
| Once ideal histórico de Costa Rica según la IFFHS     | 2021 |

## Monumento
La Municipalidad de Alajuela rinde homenaje un 1 de diciembre de 2016, con una estatua ubicada en el parque Palmares, frente al antiguo hospital San Rafael. La estatua estuvo a cargo del escultor y pintor costarricense Édgar Zúñiga, y según la Municipalidad de Alajuela es un reconocimiento a un entrañable ser humano y servidor público ejemplar.

## Carrera política
Se dedicó a la agricultura por muchos años, en su propia finca de Carrizal de Alajuela. Diputado por Alajuela durante la administración de Mario Echandi Jiménez (1958-62). Luego fue gobernador y ejecutivo municipal de Alajuela (1966-70).
| Precedido por: Fabio Quesada Fernández 1953-1958 | Diputado de la Asamblea Legislativa de Costa Rica (6º puesto por Alajuela) 1958-1962 | Sucedido por: Alejandro Galva Jiménez 1962-1966 |

## Fallecimiento
Alejandro Morera Soto falleció el 26 de marzo de 1995 día Nacional del Deporte en Alajuela, Costa Rica, a la edad de 85 años producto arteriosclerosis cerebral y una infección renal. Siendo recordado tanto por los alajuelenses como por los ticos no solo porque el Estadio de la Liga Deportiva Alajuelense lleva su nombre, si no también porque su corazón está enterrado bajo la Gradería Este, donde se edificó un monumento en tributo a su extraordinaria carrera.